# Сен-Жорж (Во)
Сен-Жорж (фр. Saint-George) — громада  в Швейцарії в кантоні Во, округ Ньйон.

## Географія
Громада розташована на відстані близько 105 км на південний захід від Берна, 29 км на захід від Лозанни.
Сен-Жорж має площу 12,3 км², з яких на 5,8% дозволяється будівництво (житлове та будівництво доріг), 17,7% використовуються в сільськогосподарських цілях, 76,4% зайнято лісами, 0,2% не є продуктивними (річки, льодовики або гори).

## Демографія
2019 року в громаді мешкало 1063 особи (+13,9% порівняно з 2010 роком), іноземців було 21,3%. Густота населення становила 86 осіб/км².
За віковим діапазоном населення розподілялося таким чином: 23,8% — особи молодші 20 років, 59,4% — особи у віці 20—64 років, 16,8% — особи у віці 65 років та старші. Було 437 помешкань (у середньому 2,4 особи в помешканні).
Із загальної кількості 210 працюючих 31 був зайнятий в первинному секторі, 44 — в обробній промисловості, 135 — в галузі послуг.